# Poquoson
Poquoson (oficialmente como City of Poquoson), fundada en 1631, es una de las 39 ciudades independientes del estado estadounidense de Virginia. En el año 2005, la ciudad tenía una población de 11,811 habitantes y una densidad poblacional de 287.7 personas por km², convirtiéndola en la ciudad con menos población del estado. Para propósitos censales la Oficina de Análisis Económico combina a la Ciudad de Poquoson con el condado de York.

## Geografía
Poquoson se encuentra ubicada en las coordenadas 37°7′59″N 76°22′25″O / 37.13306, -76.37361. Según la Oficina del Censo, la ciudad tiene un área total de 203,1 km² (78,4 mi²), de la cual 40,2 km² (15,5 mi²) es tierra y 162,9 km² (62,9 mi²) (80.21%) es agua.
| Temperatura promedio mensual, normal y récord de las más altas y bajas |          |         |         |         |          |          |          |          |         |         |         |         |
| Mes                                                                    | Ene      | Feb     | Mar     | Abr     | May      | Jun      | Jul      | Ago      | Sep     | Oct     | Nov     | Dic     |
| Rec alta °F (°C)                                                       | 79 (26)  | 82 (27) | 87 (31) | 90 (34) | 95 (37)  | 102 (37) | 103 (39) | 105 (39) | 99 (40) | 95 (34) | 85 (31) | 79 (27) |
| Prom alta °F (°C)                                                      | 47 (10)  | 49 (12) | 57 (15) | 66 (20) | 73 (24)  | 81 (28)  | 85 (31)  | 84 (30)  | 78 (27) | 68 (22) | 60 (17) | 51 (12) |
| Prom baja °F (°C)                                                      | 32 (0)   | 34 (1)  | 41 (4)  | 49 (8)  | 58 (13)  | 67 (18)  | 72 (21)  | 71 (21)  | 65 (18) | 53 (12) | 44 (7)  | 36 (3)  |
| Rec baja °F (°C)                                                       | -3 (-24) | 4 (-12) | 11 (-9) | 28 (-3) | 35 (n/a) | 43 (8)   | 54 (11)  | 50 (8)   | 44 (7)  | 26 (-1) | 20 (-9) | 6 (-15) |
| Precip (')                                                             | 4.08     | 3.60    | 4.73    | 3.35    | 4.03     | 3.34     | 4.86     | 4.74     | 4.84    | 3.45    | 3.35    | 3.43    |
| Fuente: The Weather Channel                                            |          |         |         |         |          |          |          |          |         |         |         |         |

## Demografía
Según el Censo de 2000, había 11,566 personas, 4,166 hogares y 3,370 familias residiendo en la localidad. La densidad de población era de 287.7 hab./km². Había 4,300 viviendas con una densidad media de 107 viviendas/km². El 96.26% de los habitantes eran blancos, el 0.67% afroamericanos, el 0.23% amerindios, el 1.57% asiáticos, el 0.03% isleños del Pacífico, el 0.27% de otras razas y el 0.95% pertenecía a dos o más razas. El 1.05% de la población eran hispanos o latinos de cualquier raza.
Los ingresos medios por hogar en la localidad eran de $60,920, y los ingresos medios por familia eran $65,460. Los hombres tenían unos ingresos medios de $45,284 frente a los $28,310 para las mujeres. La renta per cápita para el condado era de $25,336. Alrededor del 4.5% de la población estaban por debajo del umbral de pobreza.

## Ciudades hermanas
Le Bar-sur-Loup, Francia